# Minardi PS01
La Minardi PS01 è una vettura di Formula 1, costruita dalla Minardi per disputare il Campionato mondiale di Formula 1 2001.

## Contesto

### La cessione a Stoddart

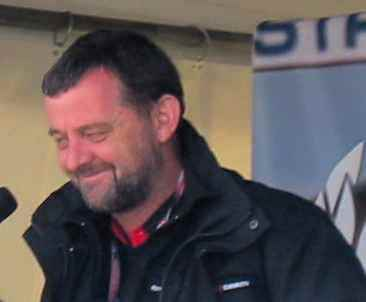
L'imprenditore australiano Paul Stoddart, proprietario della European Aviation, diventa socio di maggioranza della Minardi.

Già nel corso della stagione 2000, erano circolate voci della vendita delle quote del team, da parte del socio di maggioranza Gabriele Rumi. Vennero avviate trattative in particolare con l'emittente televisiva PSN, già sponsor del pilota Gastón Mazzacane. A settembre, l'accordo venne dato per chiuso, con la cessione di circa il 70% delle quote di Rumi, mentre Giancarlo Minardi avrebbe mantenuto la quota restante e la direzione operativa. L'acquisizione, invece, non venne finalizzata e fu necessario trovare un diverso acquirente. In aggiunta, a ottobre, lo sponsor principale, la società spagnola Telefónica decise di non rinnovare l'accordo anche per la stagione seguente. Queste difficoltà e l'incertezza dovuta a una prospettiva futura non chiara, portarono a un rallentamento nella produzione della monoposto per la stagione successiva.
Il 30 gennaio 2001, a sole sei settimane dall'inizio del mondiale, Paul Stoddart, proprietario della European Aviation, acquistò infine la squadra faentina. L'operazione, a detta di Stoddart, ebbe un costo di 22,9 milioni di dollari. Il nuovo proprietario promise che nel giro di un quinquennio avrebbe portato la Minardi tra i team di vertice della Formula 1.
Nell'ambito della riorganizzazione della squadra, l'ex Tyrrell Rupert Mainwaring avrebbe svolto il ruolo di coordinatore mentre ai dipendenti della sede di Faenza, supervisionati da Frederic Dhainaut, sarebbero stati affiancati a supporto i tecnici della European Formula Racing con sede a Ledbury. La European Aviation avrebbe garantito i collegamenti aerei necessari a facilitare gli spostamenti di lavoratori e componenti.

### Scelta dei piloti

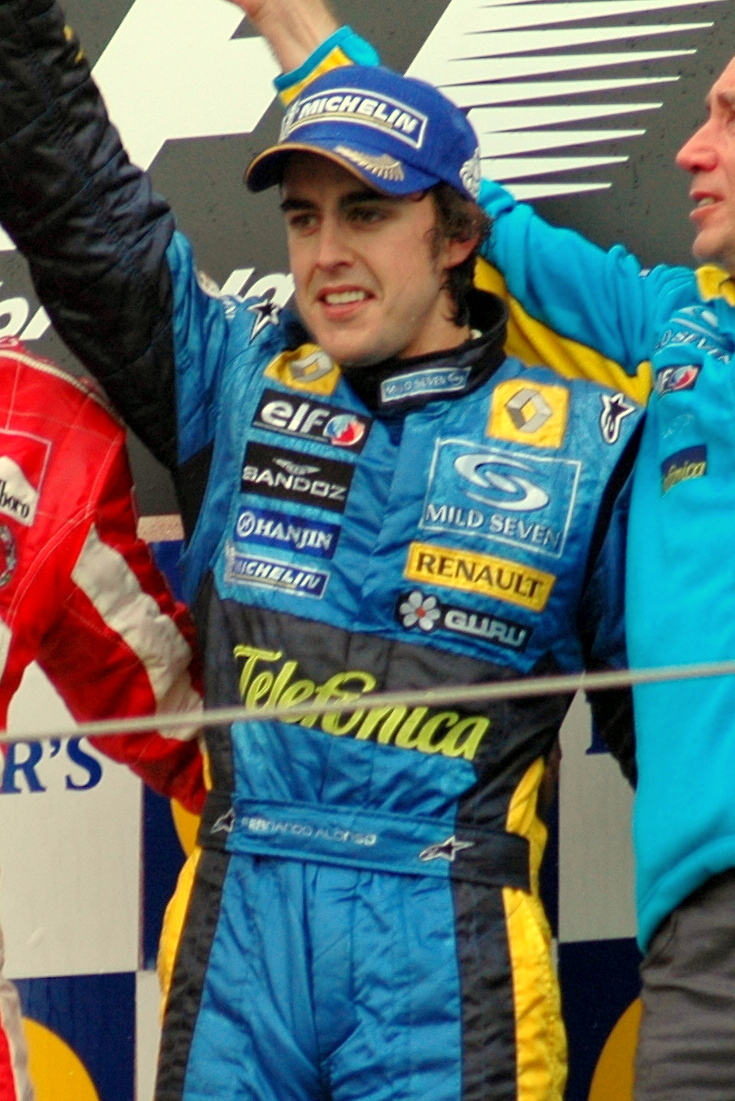
Fernando Alonso, qui in una foto del 2005, esordisce come pilota titolare: per lo spagnolo è la prima di 20 stagioni nella massima serie.

Per quanto riguarda i piloti, la line-up fu completamente rivoluzionata: in luogo di Gastón Mazzacane, passato alla Prost e di Marc Gené divenuto collaudatore della Williams furono ingaggiati il rientrante brasiliano Tarso Marques, che aveva già corso per la Minardi nelle stagioni 1996 e 1997 e il 19enne debuttante spagnolo Fernando Alonso, collaudatore della Benetton ("prestato" per una stagione dal team italo-inglese) e quarto classificato nell'edizione 2000 del campionato europeo di Formula 3000.

## Progetto e sviluppo

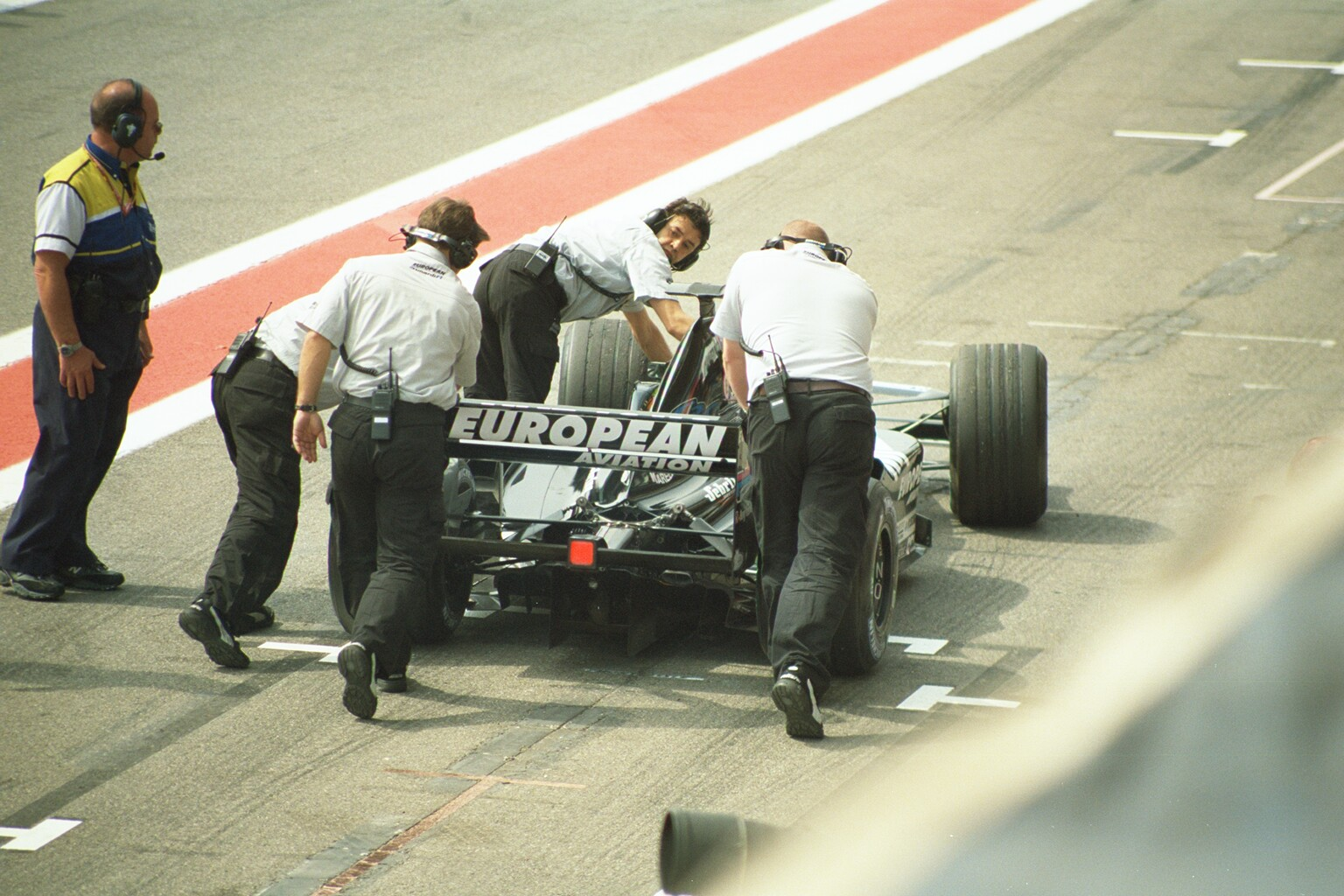
I meccanici Minardi spingono la PS01 nella corsia box.

A causa della trattativa per la compravendita del team e di un accordo sfumato con la Supertec per la fornitura di motori, la coppia di ingegneri formata da Gustav Brunner e Gabriele Tredozi ultimò la vettura con abbondante ritardo rispetto alla concorrenza dopo averla progettata per ben quattro volte: due volte per alloggiare il mai utilizzato Supertec e altre due volte per adattarla al motore poi usato nella nuova vettura che si rivelò essere il motore usato nella stagione 2000, un obsoleto V10 72° Ford Zetec-R 3.0 rimarchiato European per motivi di sponsorizzazione che riusciva a sprigionare solo 735 CV di potenza a 16.000 giri contro gli 840 CV a 17.700 giri al minuto del motore Ferrari. Cambiò però la fornitura di gomme (dalle Bridgestone si passò alle Michelin) mentre venne confermata la ELF Aquitaine come fornitore di benzina, olio e lubrificanti. La Magneti Marelli fornì il sistema di iniezione, la Champion Spark Plug fornì le candele, la Sabelt fornì le cinture di sicurezza, la Brembo fornì dischi e pinze dei freni e la OZ Racing forgiò i cerchi in magnesio che equipaggiarono la PS01 per tutta la stagione. Le sospensioni erano pull-rod nella parte anteriore e push-rod con barre antirollio meccaniche al posteriore mentre il cambio, autoprodotto dal team, era costruito in lega di titanio come nella Minardi M02. 
Per la stagione 2001 il Minardi Team vuole realizzare una vettura coi pesi spostati il più possibile in basso, basandosi sulle esperienze accumulate dalla monoposto dell’anno precedente.
La PS01 nasce con un muso basso e piuttosto squadrato nelle sue forme, abbinato ad un alettone fortemente a cucchiaio e dalle sospensioni anteriori di tipo pull-rod.
Queste sospensioni penalizzarono però lo sviluppo aerodinamico della vettura in una stagione dove sarebbe stato vantaggioso poter rialzare il muso per ridurre gli effetti negativi legati alle nuove limitazioni aerodinamiche introdotto dalla Federazione.
Anche dal punto di vista della rigidezza della sospensione stessa, lo schema pull-rod alla fine palesò tutti i suoi limiti. Inedita la disposizione dei radiatori coricati in avanti sempre nell'ottica di poter realizzare fiancate basse.
La Minardi introdusse la seconda versione della scatola del cambio in fusione di titanio nelle prove di agosto a Monza, portandola al debutto in Germania con Fernando Alonso. L’esperimento venne ripetuto anche in Ungheria da entrambi i piloti e utilizzata in gara solamente da Tarso Marques. Il nuovo cambio, realizzato sempre da CRP era ancora più leggero e rigido rispetto alla prima versione introdotta come novità assoluta in Spagna nel 2000.

## Piloti
| Piloti ufficiali    | Piloti ufficiali | Piloti ufficiali |
| Nazione             | Nome             | Numero           |
| ------------------- | ---------------- | ---------------- |
| Spagna (bandiera)   | Fernando Alonso  | 21               |
| Brasile (bandiera)  | Tarso Marques    | 20               |
| Malaysia (bandiera) | Alex Yoong       | 20               |
| Piloti di riserva   |                  |                  |
| Nazione             | Nome             | Nome             |
| Malaysia (bandiera) | Alex Yoong       | Alex Yoong       |
| Brasile (bandiera)  | Tarso Marques    | Tarso Marques    |

## Livrea e presentazione

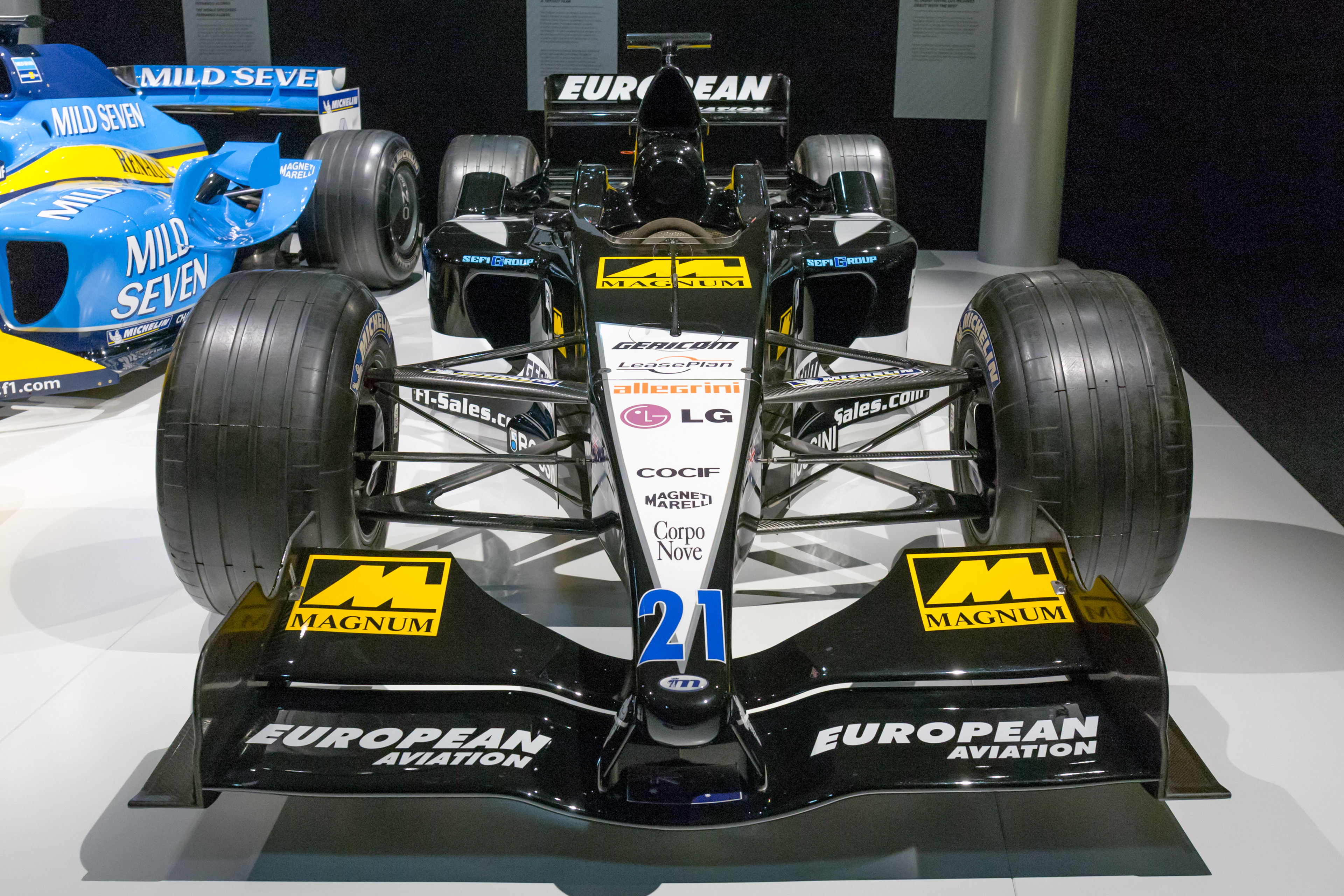
La Minardi di Fernando Alonso esposta al Museo Fernando Alonso

Rispetto alla sua antenata, la nuova PS01 fu rivoluzionata nella livrea: accantonati i colori giallo e blu a causa dell'abbandono dello sponsor Telefónica si passò ad un color nero accompagnato dal nuovo main sponsor European Aviation e altri sponsor Magneti Marelli, LG, Lease Plan, Beta, Michelin, Rolling Center, Corponove e COCIF a cui si aggiunge a stagione inoltrata anche Magnum Corporation Berhad. Infine, due caratteristiche ben visibili nella livrea sono il logo Minardi presente sulla parte superiore di entrambe le pance e del musetto e la bandiera australiana ai lati dell'airscope e sull'ala anteriore.
La vettura fu presentata il 28 febbraio 2001 davanti al palazzo del Parlamento australiano a Melbourne, alla presentazione presenziarono i due piloti Alonso e Marques, il proprietario del team Stoddart, il fondatore Minardi e l'ingegner Brunner.

## Stagione

### Campionato
Nonostante i miglioramenti rispetto alla vettura della stagione precedente, Alonso e Marques riscontrarono non poche difficoltà sia nelle qualifiche (dove subivano grandi distacchi dal gruppo di vertice), sia in gara dove spesso almeno una delle due vetture non arrivava al traguardo.
Tuttavia, Alonso mise in luce il suo talento sin dalla prima gara a Melbourne, rifilando più di 2 secondi al compagno di squadra in qualifica e riuscendo a concludere la gara 12° davanti alle ben più quotate Benetton. In Brasile però fu Marques a condurre una buona gara: partito ultimo, riuscì a risalire fino al nono posto conquistando il miglior piazzamento in stagione per la Minardi davanti al pubblico di casa. A Imola Alonso si qualificò nuovamente davanti alle due Benetton, alla Prost di Mazzacane e al compagno di squadra ma in gara dovette ritirarsi per incidente mentre il motore tradì Marques a 12 giri dalla fine della corsa mentre si trovava in ultima posizione. In Canada furono tolti i tempi cronometrati registrati in qualifica ad Alonso per un'irregolarità riscontrata nell'alettone anteriore mentre in gara Marques riuscì a bissare il 9º posto ottenuto in Brasile per la seconda ed ultima volta in stagione. Dopo 2 gare mediocri al Nürburgring e in Francia, la Minardi toccò il punto più basso della stagione a Silverstone con Marques che superò la soglia del 107% rimanendo così escluso dalla gara domenicale: le ultime mancate qualificazioni dovute a tale regola risalivano al Gran Premio d'Australia 1997, quando le MasterCard Lola di Vincenzo Sospiri e Ricardo Rosset non vennero ammesse alla griglia di partenza. 

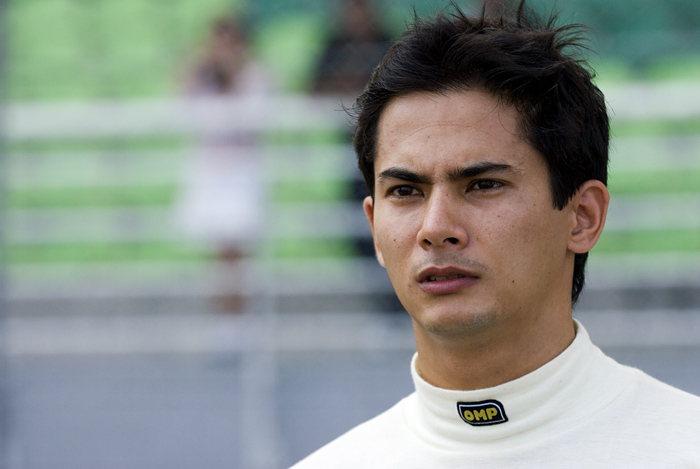
Alex Yoong esordisce al posto dell'appiedato Marques in occasione del Gran Premio d'Italia, diventando il primo (e unico) malese ad essere al via di un Gran Premio.

In Belgio la Minardi annunciò di aver raggiunto un accordo con Asiatech per la fornitura a titolo gratuito dei propulsori alla squadra faentina per il 2002. Inoltre fu introdotta una versione B della PS01 con modifiche al cambio (che fu completamente ridisegnato) e al retrotreno mentre in qualifica entrambi i piloti superarono il limite del 107% in qualifica, registrando un tempo di ben 10 secondi più alto del tempo della pole fatto registrare, in quell'occasione, da Juan Pablo Montoya su Williams, ma vennero comunque ammessi alla gara in ragione del fatto che le qualifiche furono svolte in condizioni di natura eccezionale. Questo fu l'ultimo Gran Premio in F1 per Tarso Marques che, dopo essere uscito sconfitto dal confronto con Alonso, fu relegato a pilota di riserva e sostituito dal pilota pagante Alex Yoong che, grazie al supporto dei suoi munifici sponsor, debuttò in massima serie a partire dal Gran Premio d'Italia. La miglior qualifica stagionale fu fatta registrare da Alonso ad Indianapolis che riuscì a qualificarsi 17° davanti al campione del mondo Jacques Villeneuve su BAR-Honda.
Nell'ultimo Gran Premio della stagione a Suzuka, Alonso si mise nuovamente in mostra conquistando l'11º posto finale in gara, davanti alle due Arrows, una prestazione che il patron Stoddart definirà 4 anni dopo come <<53 giri da qualifica>>.
Alla fine della stagione, la Minardi chiuse ultima nel campionato costruttori con 0 punti per il secondo anno consecutivo. Ma Alonso, messosi in mostra durante la sua stagione d'esordio, fu ricercato da molte squadre del paddock, tra cui la Sauber, che cercava il sostituto di Kimi Räikkönen passato nel frattempo in McLaren: alla fine il team elvetico ingaggiò il rookie brasiliano Felipe Massa mentre Alonso venne ingaggiato dalla rientrante Renault (erede della Benetton) come pilota di riserva per il 2002. Yoong invece fu confermato dalla Minardi come secondo pilota a fianco del debuttante Mark Webber.

## Risultati
| Anno | Team                | Motore           | Gomme | Piloti  |     |    |     |     |    |     |     |     |     |    |    |     |     |     |     |     |    | Punti | Pos. |
| ---- | ------------------- | ---------------- | ----- | ------- | --- | -- | --- | --- | -- | --- | --- | --- | --- | -- | -- | --- | --- | --- | --- | --- | -- | ----- | ---- |
| 2001 | European Minardi F1 | European 3.0 V10 | M     | Marques | Rit | 14 | 9   | Rit | 16 | Rit | Rit | 9   | Rit | 15 | NQ | Rit | Rit | 13  |     |     |    | 0     |      |
| 2001 | European Minardi F1 | European 3.0 V10 | M     | Yoong   |     |    |     |     |    |     |     |     |     |    |    |     |     |     | Rit | Rit | 16 | 0     |      |
| 2001 | European Minardi F1 | European 3.0 V10 | M     | Alonso  | 12  | 13 | Rit | Rit | 13 | Rit | Rit | Rit | 14  | 17 | 16 | 10  | Rit | Rit | 13  | Rit | 11 | 0     |      |

## La Minardi PS01 nei videogiochi
La Minardi PS01 appare anche nel videogioco Grand Prix 4 realizzato da Geoff Crammond in collaborazione con la software house statunitense MicroProse e ambientato nella stagione 2001 del Campionato mondiale di Formula 1. I piloti del team Minardi sono Fernando Alonso e Alex Yoong.